# لوس مولینوس
لوس مولینوس (به اسپانیایی: Los Molinos, Chile) یک زیستگاه انسانی در شیلی است که در منطقه لوس ریوس واقع شده‌است.